# Fernando Gastón Soler
Fernando Gastón Soler (nacido en Buenos Aires, Argentina, el 24 de febrero de 1978) es un exfutbolista argentino y entrenador asistente en la Liga 1 de Indonesia.

## Trayectoria
- 1998-1999 Club Atlético Lanús
- 1999-2000 Arsenal Fútbol Club
- 2000-2001 Club Atlético San Martín
- 2002 Bucheon FC 1995
- 2003 Club Atlético San Martín
- 2003 Club Gimnasia y Esgrima
- 2004 Club Sportivo Desamparados
- 2004 Persipura Jayapura
- 2005-2006  Persib Bandung
- 2006 Club Atlético Temperley
- 2007 Club Gimnasia y Esgrima de Jujuy
- 2007-2008 Club Atletico Platense
- 2008 Club Atlético Temperley
- 2008-2009 Sportivo Del Bono
- 2009-2010 Municipal de Pérez Zeledón
- 2011 Real Mataram
- 2012 Persebaya
- 2013 Persebaya
- 2014 Pusamania Borneo
- 2015 Pusamania Borneo

## Como entrenador
- Persib Bandung (Asistente técnico. 2017-2018).

- Lanús (Divisiones Inferiores. 2018-2021).

- Lanús (Primera División Femenino. 2021-2022).